# Krakowiec (gmina)
Gmina Krakowiec – dawna gmina wiejska funkcjonująca w latach 1941–1944 pod okupacją niemiecką w Polsce. Siedzibą gminy był Krakowiec.
Gmina Krakowiec została utworzona przez władze hitlerowskie z terenów okupowanych przez ZSRR w latach 1939–1941 (vide rejon krakowiecki), stanowiących przed wojną:
- gminę Gnojnice (Budzyń, Chotyniec, Gnojnice, Hruszowice, Młyny i Wola Gnojnicka), którą zniesiono,
- część gminy Wielkie Oczy (Czaplaki, Przedbórze, Ruda Krakowiecka i Świdnica), której nie zniesiono,
- część gminy Nahaczów (Kochanówka), którą zniesiono,
- miasto Krakowiec, które pozbawiono praw miejskich.

Tereny te należały przed wojną do powiatu jaworowskiego w woj. lwowskim.
Gmina weszła w skład powiatu lwowskiego (Kreishauptmannschaft Lemberg), należącego do dystryktu Galicja w Generalnym Gubernatorstwie. W skład gminy wchodziły miejscowości: Budzyń, Chałupk Chotynieckie, Chotyniec, Czaplaki, Gaje, Gnojnice, Hruszowice, Kochanówka, Krakowiec, Młyny, Przedbórze, Ruda Krakowiecka, Świdnica i Wola Gnojnicka.
| Miejscowości / gromady                                                                       | Rejon w ZSRR (1939–1941) | Gmina (II RP) | Powiat (II RP) |
| -------------------------------------------------------------------------------------------- | ------------------------ | ------------- | -------------- |
| Krakowiec                                                                                    | krakowiecki              | Krakowiec (m) | jaworowski     |
| Budzyń, Chałupki Chotynieckie, Chotyniec, Gaje, Gnojnice, Hruszowice, Młyny i Wola Gnojnicka | krakowiecki              | Gnojnice      | jaworowski     |
| Czaplaki, Przedbórze, Ruda Krakowiecka (z Rudą Kochanowską) i Świdnica                       | krakowiecki              | Wielkie Oczy  | jaworowski     |
| Kochanówka (z Hukami)                                                                        | krakowiecki              | Nahaczów      | jaworowski     |

Po wojnie, Gnojnice, Kochanówka, Przedbórze, Ruda Krakowiecka, Świdnica i Wola Gnojnicka znalazły się w ZSRR. Pozostała część obszaru gminy pozostała w Polsce, przez co utworzono z niego w 1944 roku nową gminę Młyny z siedzibą w Dunkowicach w powiecie jarosławskim w nowo utworzonym woj. rzeszowskim (Czaplaki włączono do gminy Wielkie Oczy w powiecie lubaczowskim w tymże województwie).